# Вальдес, Ксавье
Ксавье Вилльям Вальдес Дерриг (исп. Xavier William Valdez Derrig; род. 23 ноября 2003, Гарлем, Нью-Йорк, США) — доминиканский футболист, вратарь клуба «Хьюстон Динамо» и сборной Доминиканской Республики. Участник Олимпийских игр 2024 в Париже. 

## Клубная карьера
Вальдес — воспитанник клубов «Манхэттен», «Шаттак Сент-Мари» и «Хьюстон Динамо». 27 марта 2022 года в матче против дублёров «Ванкувер Уайткэпс» он дебютировал за дублирующий состав последних. В том же году Ксавье попал в заявку основной команды.

## Карьера в сборной
В 2022 году в составе молодёжной сборной Доминиканской Республики Вальдес принял участие в молодёжном Кубке КОНКАКАФ в Гондурасе. На турнире он сыграл в матчах против команд Сальвадора, Ямайки и Гватемалы. 
17 июня 2023 года в товарищеском матче против сборной Чили Вальдес дебютировал за сборную Доминиканской Республики. 
В том же году Вальдес принял участие в молодёжном чемпионате мира в Аргентине. На турнире он сыграл в матчах против сборных Нигерии, Бразилии и Италии.
В 2024 году Вальдес в составе олимпийской сборной Доминиканской Республики принял участие в Олимпийских играх в Париже. На турнире он сыграл в матчах против команд Египта и Узбекистана.